# Heteroxyidae
Heteroxyidae is een familie van sponsdieren uit de klasse van de Demospongiae (gewone sponzen). 

## Geslachten
- Acanthoclada Bergquist, 1970
- Alloscleria Topsent, 1927
- Desmoxya Hallmann, 1917
- Didiscus Dendy, 1922
- Heteroxya Topsent, 1898
- Julavis de Laubenfels, 1936
- Microxistyla Topsent, 1928
- Myrmekioderma Ehlers, 1870
- Negombo Dendy, 1905
- Parahigginsia Dendy, 1924